# Ad Reinhardt
Ad Reinhardt (eg. Adolph Dietrich Friedrich Reinhardt), född 24 december 1913, död 30 augusti 1967, amerikansk målare, konstkritiker, teoretiker och lärare, en av föregångarna inom den abstrakta expressionismen.
Reinhardt började måla omkring 1936 i New York, och höll sig redan från början till abstrakt konst. Han gick med i sammanslutningen American Abstract Artists och var aktiv i de konstnärskretsar där den abstrakta expressionismen växte fram under 1940-talet. Hans stil utvecklades med tiden från starka färger och djärva, skarpa former till betydligt mer nedtonade och från omkring 1950 nära på monokroma målningar.
Den nedtonade stilen utvecklades till hans serie "svarta målningar", Black Paintings, 1954–1967. Från 1960 använde han dessutom ett enhetligt kvadratiskt format, 5 × 5 fot (152,4 × 152,4 cm), med indelning i 9 rutor (3 × 3) i nästan svarta färgtoner. Reinhardt kallade dem sina "ultimate paintings" och "the last paintings one can make" ("de sista målningar man kan göra"). Det är målningar som kräver att man ger dem tid. Ett exempel är Abstract Painting (1963), som vid första anblicken verkar helsvart, men där det efter närmare betraktande framträder rödtonade rutor i hörnen, åtskilda av ett kors, där den horisontella delen är grön och övriga fälten är blå.
Reinhardt influerade, inte minst med sin serie svarta målningar, utvecklingen av minimalismen och konceptkonst.